# Kultur Kirgisistans
Die Kultur Kirgisistans ist von nomadischen Traditionen geprägt.
Eine wichtige Stellung in der Kultur hat die Jurte, der Rauchabzug (Tündük) ist sogar auf der kirgisischen Flagge abgebildet.

## Traditionelle Kultur
Die Abrichtung von Falken und Adlern für die Jagd hat eine lange Tradition. Die Sommerlager der Nomaden heißen Dschailoo und die Winterlager Kystoo.

### Traditionen und Bräuche
Die Kirgisen feiern das neue Jahr mit dem Nouruz-Fest. Wenn das Kind zum ersten Mal in eine Wiege gelegt wird, wird ein großes Festmahl namens Beschik Toy veranstaltet. Wenn das Kind dann beginnt, laufen zu lernen, werden seine Beine mit einer Schnur verbunden und die Kinder der geladenen Gäste laufen zum Kind. Der Erste darf dann die Schnur durchschneiden und anschließend das Kind bei seinen ersten Schritten begleiten.
In Zentralasien hat die Gastfreundschaft einen hohen Stellenwert. Im Gegenzug ist es üblich, dass der Gast ein Gastgeschenk mitbringt.

### Nomadentum
Bis heute spiegelt sich nomadische Tradition in der Kultur wider. Die sowjetische Regierung versuchte, die nomadischen Strukturen durch neue „moderne“ sowjetische Strukturen zu ersetzen, weshalb die ehemals nomadisch dominierte Gesellschaft zunehmend städtisch und industriell geprägt wurde. Dennoch gibt es noch viele kirgisische Nomaden, und die Traditionen aus dieser Zeit sind immer noch verbreitet. Heute sind der Großteil von ihnen Halbnomaden: den Sommer verbringen sie auf der Weide und den Winter sesshaft im Tal, wo es Zugang zu elektrischen Strom gibt.

### Traditionelles Handwerk
Die Filzbearbeitung hat einen hohen Stellenwert in der Kultur. Sie wird als Aufgabe der Frauen angesehen, die Männer bearbeiten Holz und Leder. Aus Filz werden die Jurte und traditionelle Filzteppiche hergestellt. Diese Teppiche gibt es in zwei Formen: als Shyrdak und als Ala-Kyjis. Ala-Kyjis werden hergestellt, indem man mit farbiger Wolle Muster auf eine Strohmatte auslegt und dann den Teppich mehrmals ein- und wieder ausrollt. Bei der Herstellung eines Shyrdaks werden zunächst Ornamente auf Filz gezeichnet, dann geschlagen, wodurch das Muster gespiegelt wird. Dieser Vorgang wird dann wiederholt. Im letzten Schritt werden die vier entstandenen Filzteppiche aneinandergenäht. So entstehen zwei Teppiche mit umgekehrter Farbanordnung. Tusch kyjys sind große Wandteppiche und werden von meist älteren Frauen in Kirgisistan und Kasachstan zur Hochzeit hergestellt. Auch aus Filz werden Hausschuhe, Westen, Jurten, Matten und Kleidung gefertigt. Die übriggebliebenen Filzstücke werden zu einem Kurak verarbeitet. Muster und Stickereien (Saima) werden auf Leder und Stoffe genäht.
Beim Aufbau einer Jurte werden Filzteppiche und Baumwolle auf ein hölzernes Gerüst gelegt. Der Aufbau dauert etwa eine Stunde.

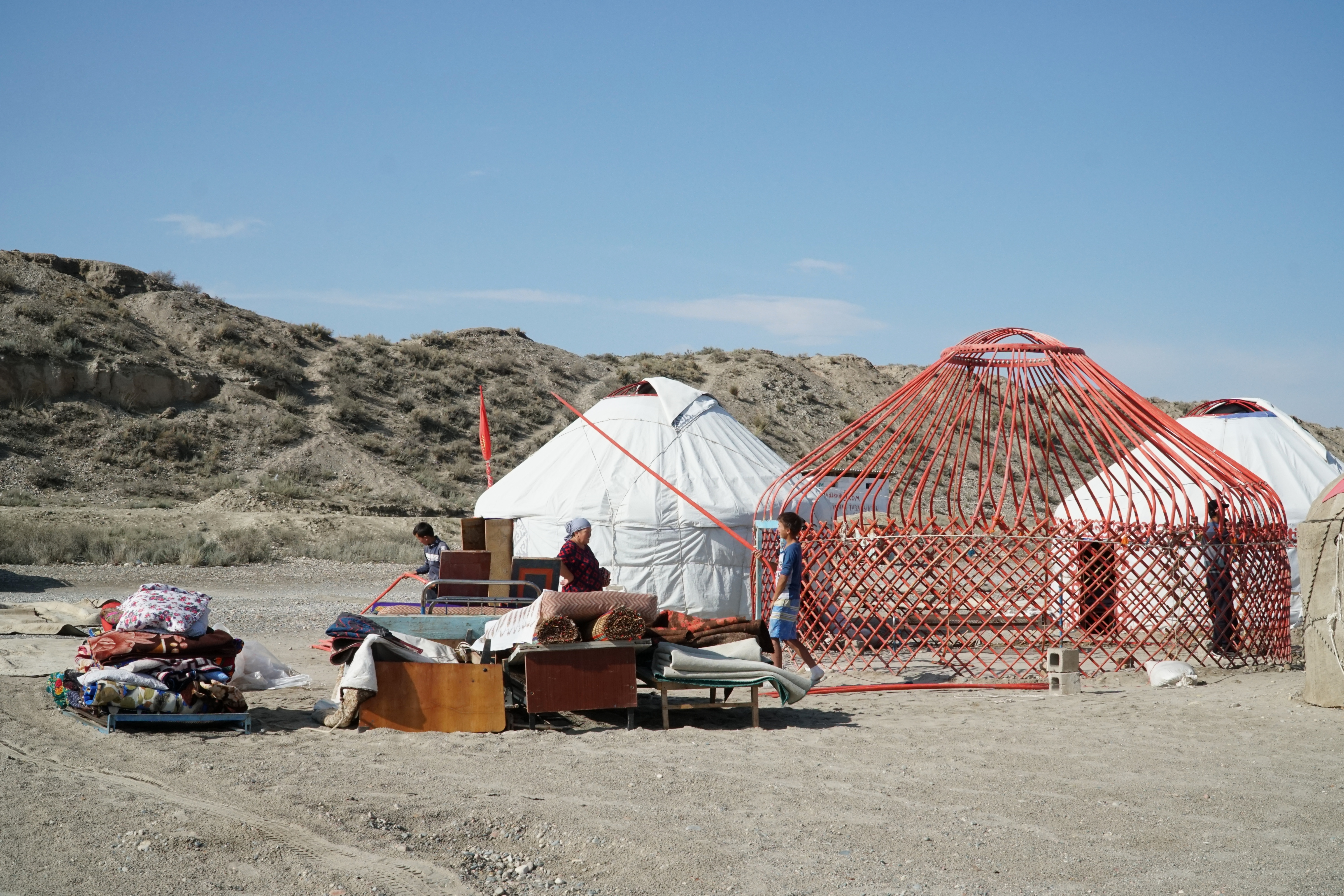
Aufbau einer Jurte

### Musik
Die kirgisische Musik besteht aus gesungenen Liedern (yr) und Instrumentalmusik (küü).
Die gesungenen Lieder (yr) der kirgisischen Volksmusik werden nach ihren sozialen Anlässen unterteilt. Zum Bereich Landwirtschaft gehörende Arbeitslieder richten sich an die Schutzgeister von Ackerbau und Viehzucht, andere sind Hirtenlieder oder Erntelieder. Religiöse Lieder mit Versen aus dem Koran im Monat Ramadan heißen Dscharamasan, Klagelieder bei Beerdigungen heißen koschok und Hochzeitslieder dschar-dschar. Bestimmte Lieder werden nur von berufsmäßigen reisenden Volkssängern (akyn) gesungen, die sich mit der Langhalslaute komuz begleiten. Die akyn beweisen ihre stimmliche Virtuosität und ihr Improvisationstalent in Gesangswettbewerben.
Die dreisaitige komuz mit einem birnenförmigen Korpus gilt als das Nationalinstrument der Kirgisen und wird außer zur Gesangsbegleitung auch solistisch gespielt. Die kyjak (kiak oder kyl kyjak) ist eine zweisaitige Streichlaute, die der kasachischen kobys entspricht. Der Namenszusatz kyl („Pferdehaar“) verweist auf die aus Pferdehaar bestehenden Saiten, die mit einem ebensolchen Bogen gestrichen werden. Zur Unterscheidung von der Laute komuz wird die Bügelmaultrommel temir komuz („eiserne komuz“) genannt. Die temir komuz wird häufig mit einer zweiten Maultrommel oder der Längsflöte sybyzgy, auch tschoor, aus Rohr oder Holz zusammen gespielt. Das Doppelrohrblattinstrument surnaj gehört zu dem in Asien weit verbreiteten Kegeloboentyp surnay. Die surnaj wurde aus der früheren Militärmusik übernommen, wie die zum Typus der langen geraden Naturtrompete karna gehörende kernej und die kleine Kesseltrommel doolbas. Ein weiteres Blasinstrument ist die Gefäßflöte tschop-tschor. Die Musikinstrumente werden zumeist aus tierischen Produkten wie Hörnern, Pferdehaar und Fellen oder Holz hergestellt.

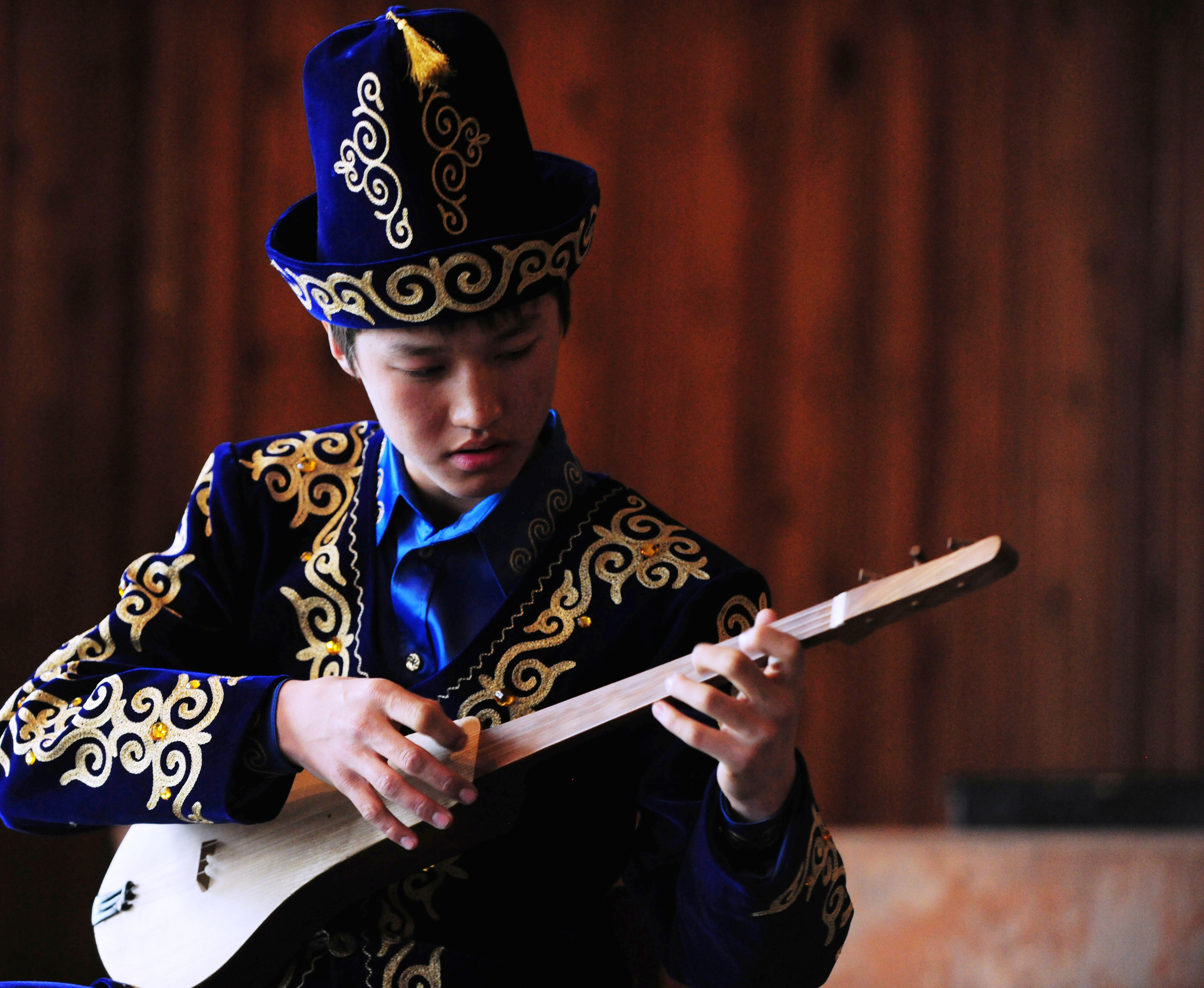
Ein junger Kirgise mit Komuz

### Küche
Die Küche besteht hauptsächlich aus Fleischgerichten und ähnelt teilweise der ihrer Nachbarn. Hauptbestandteil der kirgisischen Küche ist Fleisch. Hammelfleisch ist am weitesten verbreitet, Pferdefleisch wird meistens zu festlichen Anlässen gegessen. Obwohl Kirgisistan ein muslimisches Land ist, wird Schweinefleisch offen verkauft, allerdings essen Gläubige kein Schwein. Wichtige kirgisische Gerichte sind:
- Beschbarmak (kirgisisch für Fünf Finger) gilt als Nationalgericht. Das Fleisch wird gekocht, kleingeschnitten und mit Nudeln gemischt. Es wird gewöhnlich auf einem großen Teller mit einer Suppe serviert. Der Name kommt davon, dass das Gericht mit den Fingern gegessen wird.
- Laghman ist ein Gericht aus breiten, langen Nudeln mit Lammfleisch und wird auch manchmal als Nationalgericht angesehen.
- Manty sind mit Fleisch oder Gemüse gefüllte Teigtaschen und sind ebenfalls sehr beliebt.
- Plov wird als Eintopf gekocht, dann wird Reis darüber gestreut. Weitere Bestandteile sind Fleisch, Möhren und Zwiebeln.
- Samsa sind scharf gewürzte Teigtaschen mit Fleisch und Gemüse.
- Boorsok sind frittierte Teigstücke, die zu besonderen Anlässen gereicht werden.

Nationalgetränk ist vergorene Stutenmilch (Kumys). Aus Ziegen-, Schafs- und Stutenmilch wird Irmtschuk, ein Käse mit hohem Nährwert, hergestellt. Weitere kirgisische Milchprodukte sind Kajmak (Ähnelt dem Schmand, aber süßer), Kurut, ein kugelförmiger, gesalzener Käse und der quarkähnliche Bytschak. Tee ist in Kirgisistan sehr beliebt. Boso ist ein Getränk aus Hirse, dessen Geschmack leicht an Bier erinnern soll. Fladenbrot wird in Kirgisistan zu fast jeder Mahlzeit gegessen. Im Süden des Landes gibt es in der Küche auch usbekische Einflüsse. Da dort auch Landwirtschaft möglich ist, spielen auch pflanzliche Produkte eine größere Rolle. Die Dunganen haben auch Einfluss auf die kirgisische Küche ausgeübt, bekannte dunganische Gerichte sind die Nudelspeisen Funtschosa und Aschlyamfu. Die kirgisische Küche wird auch von den dort lebenden Koreanern, die von Stalin nach Kirgisistan deportiert wurden und sich Korjo-Saram nennen, bereichert.

### Traditionelle Kleidung
Zentrales und bekanntestes Element der traditionellen Männerkleidung ist der Kalpak, eine Art Hut aus Filz. Traditionell tragen verheiratete Frauen Eletschek genannte Kopfbedeckungen. Heutzutage werden Kalpaks und Eletscheks nur zu besonderen Anlässen getragen.

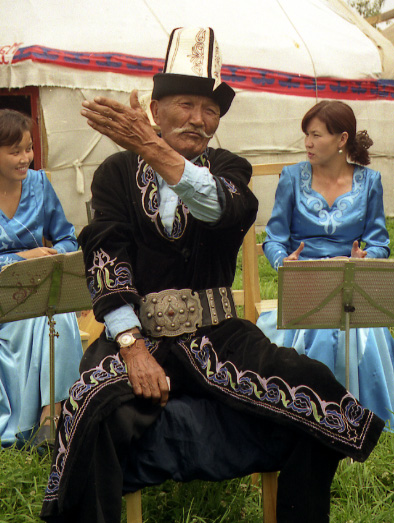
Ein Manastschi mit Kalpak

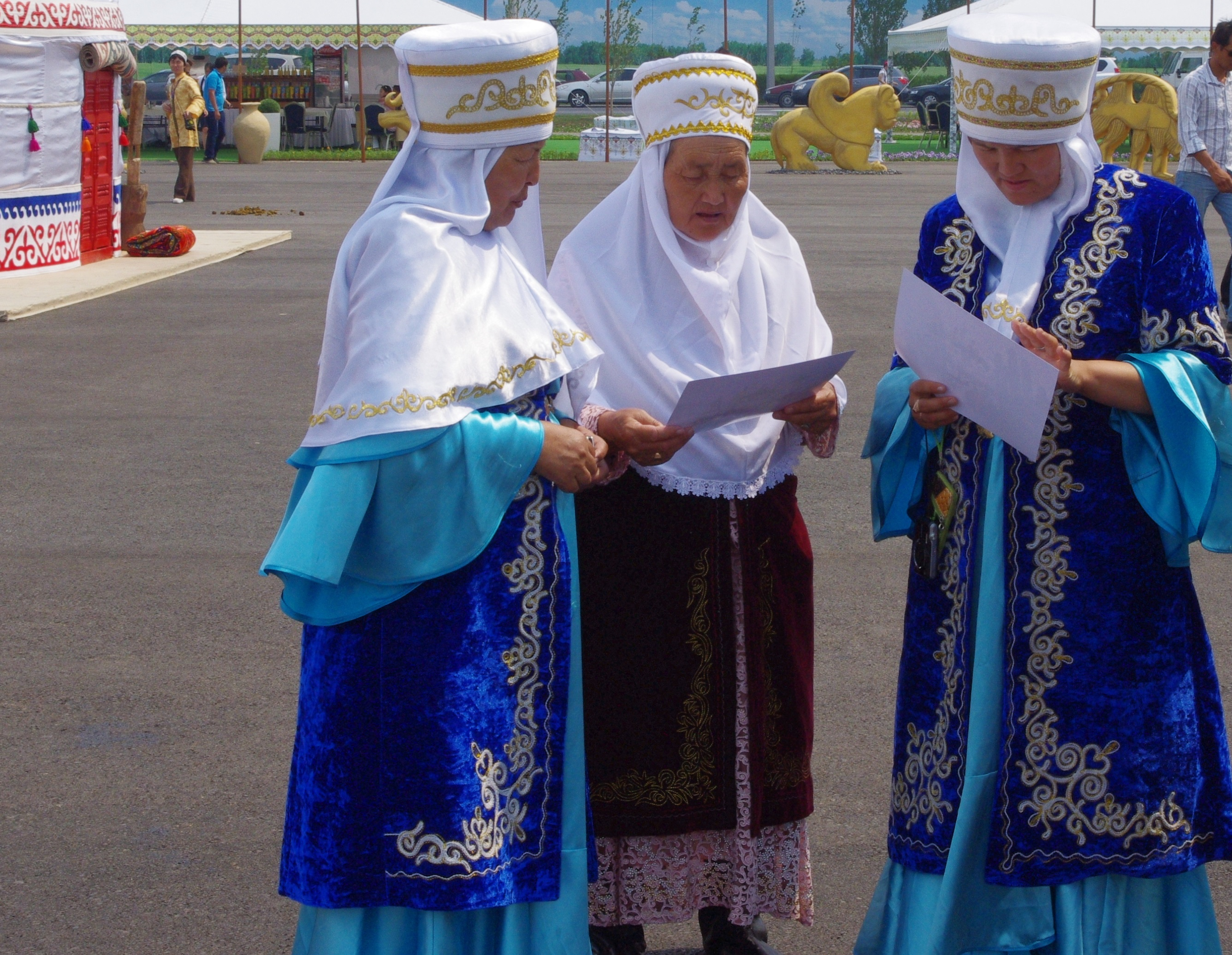
Frauen mit Eletschek

## Sprache
Das Kirgisische und seit 2001 auch das Russische sind die beiden Amtssprachen Kirgisistans. Die Russische Sprache ist in Kirgisistan immer noch weit verbreitet, und obwohl die Zahl der russischsprachigen wieder abnimmt, gilt Russisch immer noch als lingua franca  in Zentralasien. Russischer Schulunterricht ist immer noch beliebt, da die Lehrmaterialien als besser angesehen werden und weil auf Russisch bessere Chancen für einen Arbeitsplatz und gute Bildung bestehen. Dennoch ist Kirgisisch trotz des vergleichsweise geringen Wortschatzes und der zahlreichen Lehnwörter die Hauptverkehrssprache. Auch das Usbekische spielt vor allem im Süden eine Rolle, hat aber keinen offiziellen Status.

## Medien
Laut Reporter ohne Grenzen gibt es bei der Pressefreiheit „erkennbare Probleme“, aber Kirgisistan schneidet unter seinen Nachbarstaaten am besten ab. Seit der Rückkehr zum Autoritarismus unter Sadyr Dschaparow hat sich die Lage massiv verschlechtert: Das Land, das vorher noch auf Platz 72 der Pressefreiheit war, ist auf Platz 122 abgefallen.
Die „klassischen“ Medien werden noch hauptsächlich von der Regierung kontrolliert, aber unabhängige Nachrichtenseiten wie kloop.kg oder 24.kg sind dennoch populär. Im Jahr 2021 wurde ein umstrittenes „Fake-News“-Gesetz verabschiedet, was von vielen als Zensur angesehen wird. Radio azattyk, das zu Radio Free Europe gehört, wurde verboten, weil es ein Video zu dem Grenzkonflikt mit Tadschikistan veröffentlicht hatte, in dem die Sicht beider am Konflikt beteiligten Seiten gezeigt wurde. Das Kulturministerium hat auch einen erfolglosen Versuch unternommen, das Nachrichtenportal 24.kg zu blockieren. Zuvor wurde die Webseite der Zeitung ResPublika für zwei Monate gesperrt.
In Kirgisistan gibt es vier landesweit erscheinende Tageszeitungen. Im Jahr 2020 nutzten 72 Prozent der Einwohner Kirgisistans das Internet. Instagram ist mit 1,6 Millionen Benutzern in Kirgisistan sehr beliebt. Die Zeitungen Wetscherni Bischkek und die weltweit einzige dunganischsprachige Zeitung Hueyimin bo erscheinen in Bischkek. Ein TV-Vollprogramm liefern u. a. die Sender KTRK und ElTR.
Das Fernsehen ist das beliebteste Medium, es gibt staatseigene Sender und mehrere Privatsender. Die meisten Radiosender sind privat, nur wenige senden in ganz Kirgisistan. Wichtige Nachrichtenagenturen sind Kloop und Akipress.

## Sport
Der Sport in Kirgisistan besteht aus einer Mischung traditioneller Sportarten und immer beliebter werdenden moderner, „westlicher“ Sportarten. Die traditionellen Sportarten werden meist zu Pferd ausgeübt. So ringen bei einem Spiel die Spieler auf dem Pferd, bei einem anderen Spiel versuchen die Spieler, einen toten Ziegenbock ins Ziel zu bringen.

### Geschichte
Literarische Werke wurden bis zur großangelegten Alphabetisierung unter der Sowjetunion mündlich von sogenannten Akynen überliefert, ein weiteres Problem war das Fehlen einer einheitlichen Schrift. Das Manas-Epos gab es schon seit Jahrhunderten, die schriftliche Literatur entwickelte sich in den 1920er-Jahren. Usbekische Literaten waren allerdings bereits vorher im Ferghanatal schriftlich aktiv. Nach dem Stalinterror blieben nur noch nur in Frunse Literaten übrig. Als die kirgisische Literatur entstand, hatte sie zunächst geringe Qualität. Literarische Werke waren teilweise "nicht ausreichend alphabetisiert". Für einen Roman bekam Tügölbaj Sydykbekow den Stalinpreis dritter Klasse. Moderne kirgisische Literaturkritiker sehen darin ein "Zeugnis des damaligen Entwicklungsstands der kirgisischen Literatur – kaum entwickelt. Nachdem er den Roman gelesen hatte, sagte Aaly Tokombajew sinngemäß, ein kirgisischer Roman müsse noch geschrieben werden – dies sei jedenfalls keiner. Es wurde angezweifelt, ob es Wert sei, das Buch überhaupt zu veröffentlichen. Schriftsteller waren im Volk gegenüber den Akynen unbeliebt, ihr Einfluss war gering. Selbst die Literaten sollen die Texte in den Literaturzeitschriften gelesen haben. Eine breite Masse erreichte die damalige Literatur nicht. Der Schriftstellerverband hatte 30 Mitglieder, von denen nur eine Minderheit aktiv war.
Nach der Stalin-Ära besserte sich die Lage wieder. Weltweit bekannt wurde der Autor Tschingis Aitmatow. Aaly Tokombajew trägt den Titel „Volksdichter Kirgisistans“. Alykul Osmonows Werke waren in der ganzen UdSSR bekannt. Osmonow ist auf dem 200-Som-Schein zu sehen.

## Film und Theater
Filmstudios kamen erst spät in Kirgisistan auf, obwohl die wichtigsten Filmstudios der Sowjetunion während des Zweiten Weltkriegs nach Zentralasien evakuiert wurden. Viele von Aitmatows Werken wurden verfilmt, so z. B. Der Weiße Dampfer oder Djamila. Tolumusch Okejew ist für seine Landschaftsfilme aus den 1960er bis zu den 1980er Jahren bekannt. Nach der Unabhängigkeit erlangte Aktan Abdykalykow mit seinem Film Beschkempir - Der fremde Sohn  internationale Bekanntheit und gewann mehrere Preise. Die Komödie Saratan von Ernest Abdyschaparow wurde auf der 55. Berlinale gezeigt. Ruslan Akun ist der wohl einflussreichste moderne kirgisische Regisseur, seine Filme gewannen national und international Preise. Der Film Jo Kuluk von Milan Abdykalykow wurde 2019 als kirgisischer Beitrag für den besten internationalen Film bei der Oscarverleihung 2021 ausgewählt.
Das Oscher Akademische Theater ist das älteste Theater des Landes. Ein weiteres bedeutendes Theater ist das Russische Dramentheater Bischkek. Seit dem Ende der Sowjetunion hatten Theater große Schwierigkeiten, da der Staat die meisten Förderungen aufgegeben hat. Jedoch haben sich viele Theater inzwischen neu aufgestellt und haben populärere Programme eingeführt.

## Ethnien und Minderheiten
Die Kirgisen (64,9 %) sind die stärkste ethnische Gruppe. Die Russen (12,5 %) sind nach den Usbeken (13,8 %) die zweitgrößte ethnische Minderheit. Sie leben vor allem im Tschüi-Tal und im Gebiet des Issyk-Kul. Zu Sowjetzeiten gab es auch im Süden viele Russen, die jedoch inzwischen größtenteils ausgewandert sind. Dort lebt auch die Mehrheit der Usbeken in Kirgisistan. Die komplizierte Grenzziehung und das Verhältnis zu den ethnischen Kirgisen sorgen immer wieder für Konflikte, wie etwa 1990 und 2010. Im Süden stellen auch die Tadschiken (im gesamten Land 0,9 %, im Süden deutlich höher) einen nennenswerten Anteil der Bevölkerung. Aus Südrussland eingewanderte Wolgadeutsche (1999 noch 0,4 %) haben mehrere Dörfer, wie z. B. Rot-Front, gegründet und bewohnen sie auch heute noch. Der Sammelbegriff ist Kirgisistandeutsche. Vor allem im Osten leben Dunganen, chinesische Muslime.(1,1 %) Aus Angst davor, sie könnten sich mit den Japanern verbünden, ließ Stalin Koreaner aus Fernost nach Zentralasien deportieren. Viele leben heute noch in Kirgisistan. (Siehe hierzu Korjo-Saram) Wenige Uiguren (1,0 %) leben heute noch im Osten Kirgisistans.
Viele Kirgisen sind ausgewandert, um Geld zu verdienen. Ein Viertel des BIPs wird von dem nach Hause geschickten Geld gestellt.

## Religion
Kirgisistan ist ein säkularer Staat. Größte Religion ist der sunnitische Islam, aber auch das russisch-orthodoxe Christentum spielt eine wichtige Rolle. Der Islam in Kirgisistan wird, vor allem im Norden, allerdings nicht sehr streng, sondern als mit nomadischen Traditionen vermischter Volksislam praktiziert. Schweinefleisch wird verkauft, und Kopftücher sind nur selten zu sehen.